# 최보민 (양궁 선수)
최보민(崔輔珉, 1984년 7월 8일 ~)은 컴파운드를 주종목으로 하고 있는 대한민국의 양궁 선수이다.
2007년 세계선수권대회 금메달과 월드컵 파이널대회 은메달을 획득했다. 하지만 최보민은 많은 훈련량 때문에 어깨 부상을 당해 활을 들 수 없는 상태였고, 시위를 당기면 통증이 있어 선수생활을 그만 둘 위기에 처했다. 그래서 2010년에 컴파운드로 전향했다. 그리고 최보민의 이름을 은영에서 보민으로 바꿨다. 2011년에는 결혼을 했고, 최보민은 2013년 컴파운드로 다시 국가대표로 선발되었다. 2014년 상하이에서 열린 1차 월드컵에서 컴파운드 종목에서 첫 개인 메달을 획득하였다.
인천 아시안게임에서 석지현, 김윤희와 함께 단체전 금메달을 획득하였고, 개인전에서도 금메달을 획득하면서 컴파운드 선수 최초로 메이저대회 2관왕에 올랐다.

## 학력
- 경기체육고등학교
- 충청대학교